# Cophella pseudopicta
Cophella pseudopicta är en insektsart som beskrevs av Bonfils 1981. Cophella pseudopicta ingår i släktet Cophella och familjen syrsor. Inga underarter finns listade i Catalogue of Life.